# محمدحسین اسلامی (بازیکن فوتبال)
محمدحسین اسلامی (زادهٔ ۲۴ فروردین ۱۳۸۰ در اصفهان) بازیکن فوتبال اهل ایران است که در پست هافبک هجومی و وینگر برای باشگاه استقلال در لیگ برتر خلیج فارس بازی می‌کند.

## دوران باشگاهی

### ذوب‌آهن
این بازیکن از کودکی، فوتبال خود را از تیم‌های پایهٔ ذوب آهن آغاز کرد و تا ردهٔ بزرگسالان در همین تیم ادامه داد و اولین بازی خود را برای ذوب‌آهن در هفتهٔ یازدهم لیگ برتر فوتبال ۰۱–۱۴۰۰ در مقابل هوادار انجام داد و در نهایت پس از اتمام قراردادش از این تیم جدا شد.

### استقلال
محمدحسین اسلامی در ۱۲ تیر ۱۴۰۳ با قراردادی دو ساله به استقلال پیوست.

#### فصل ۰۴–۱۴۰۳
وی در اولین بازی خود با پیراهن استقلال در مقابل شمس‌آذر در ترکیب اصلی قرار گرفت و توانست گل دوم و پیروزی‌بخش استقلال را در دقایق پایانی با پاس گل رامین رضاییان به ثمر برساند تا این بازی با برد ۲–۱ استقلال به پایان برسد. اسلامی در این بازی، بهترین بازیکن زمین لقب گرفت.

## دوران ملی

### تیم ملی امید ایران
وی یکی از بازیکنان ثابت ترکیب تیم ملی امید در مسابقات امید غرب آسیا، مسابقات مقدماتی قهرمانی زیر ۲۳ سال آسیا و بازی‌های آسیایی هانگژو با مربیگری رضا عنایتی بود که عملکرد بسیار خوبی داشت

### تیم ملی ایران
وی در آبان ۱۴۰۱ توسط کارلوس کیروش و در اسفند همان سال توسط امیر قلعه‌نویی به تیم ملی فوتبال بزرگسالان ایران برای بازی‌های تدارکاتی دعوت شد ، ولی فرصت بازی برای تیم ملی فوتبال بزرگسالان ایران را به‌دست نیاورد.

## آمار باشگاهی
| عملکرد باشگاهی | عملکرد باشگاهی | عملکرد باشگاهی | لیگ      | لیگ      | جام      | جام      | قاره‌ای | قاره‌ای | سایر     | سایر     | مجموع | مجموع |
| باشگاه         | لیگ            | فصل            | بازی     | گل       | بازی     | گل       | بازی   | گل     | بازی     | گل       | بازی  | گل    |
| —              | —              | —              | لیگ برتر | لیگ برتر | جام حذفی | جام حذفی | آسیا   | آسیا   | سوپر جام | سوپر جام | مجموع | مجموع |
| -------------- | -------------- | -------------- | -------- | -------- | -------- | -------- | ------ | ------ | -------- | -------- | ----- | ----- |
| ذوب آهن        | لیگ برتر       | ۲۰۲۱–۲۰۲۲      | ۱۵       | ۱        | ۲        | ۰        | –      | –      | –        | –        | ۱۷    | ۱     |
| ذوب آهن        | لیگ برتر       | ۲۰۲۲–۲۰۲۳      | ۲۹       | ۳        | ۱        | ۰        | –      | –      | –        | –        | ۳۰    | ۳     |
| ذوب آهن        | لیگ برتر       | ۲۰۲۳–۲۰۲۴      | ۲۶       | ۴        | ۲        | ۱        | –      | –      | –        | –        | ۲۸    | ۵     |
| مجموع ذوب آهن  | مجموع ذوب آهن  | مجموع ذوب آهن  | ۷۰       | ۸        | ۵        | ۱        | –      | –      | –        | –        | ۷۵    | ۹     |
| استقلال        | لیگ برتر       | ۲۰۲۴–۲۰۲۵      | ۲۰       | ۳        | ۴        | ۰        | ۶      | ۱      | –        | –        | ۳۰    | ۴     |
| مجموع استقلال  | مجموع استقلال  | مجموع استقلال  | ۲۰       | ۳        | ۴        | ۰        | ۶      | ۱      | –        | –        | ۳۰    | ۴     |
| مجموع آمار     | مجموع آمار     | مجموع آمار     | ۹۰       | ۱۱       | ۹        | ۱        | ۶      | ۱      | –        | –        | ۱۰۵   | ۱۳    |

## افتخارات

### استقلال
- جام حذفی
  - قهرمان (۱): ۰۴–۱۴۰۳